# ICC World Twenty20 2007

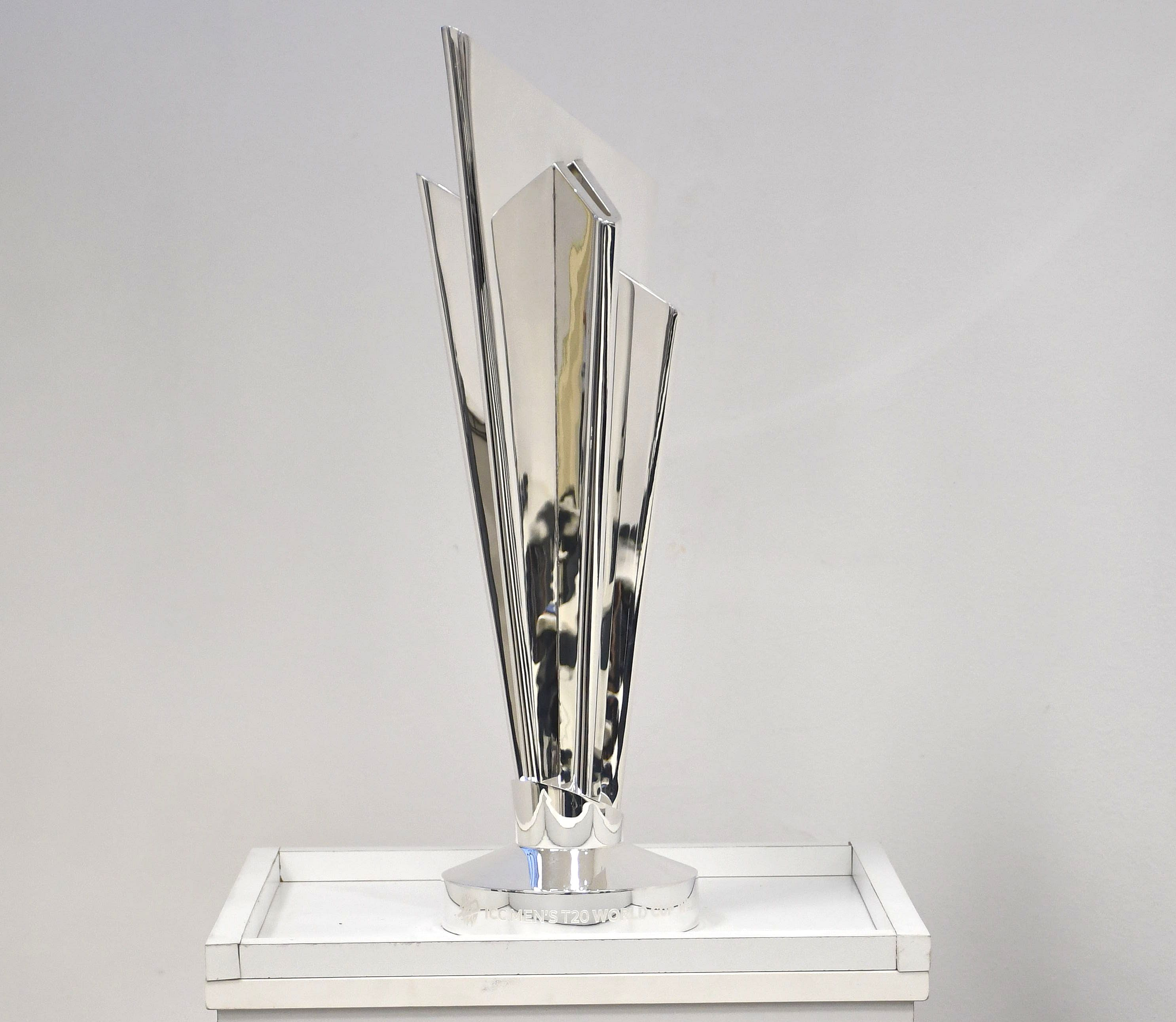
Die ICC World Twenty20 Trophy

Die ICC World Twenty20 2007 wurde vom 11. bis zum 24. September 2007 in Südafrika ausgetragen. Es war das erste Weltmeisterschaftsturnier im T20I-Cricket, der vom Weltverband International Cricket Council (ICC) organisiert wird. Damals noch ICC World Twenty20 genannt, wird die Weltmeisterschaft seit dem Turnier 2021 als T20 World Cup bezeichnet. Nach dem Cricket World Cup 2007 im März und April in den British West Indies war es das zweite Cricketturnier des Jahres. Außerdem war es nach dem Cricket World Cup 2003 das zweite Cricketturnier in Südafrika; das Land trug zwei Jahre später noch die ICC Champions Trophy 2009 aus, womit Südafrika das erste Land wurde, das alle drei wichtigen internationalen Cricketturniere austrug.
Zwölf Cricket-Nationalmannschaften nahmen an der ICC World Twenty20 2007 teil: Die damals zehn Test-Cricket-Länder (Australien, Bangladesch, England, Indien, Neuseeland, Pakistan, Simbabwe, Sri Lanka, Südafrika und die West Indies), zusammen mit den Gewinnern der World Cricket League Division One 2007 (Kenia und Schottland). Während der World Twenty20 2007 wurden 27 Spiele absolviert, darunter zwölf in der Vorrunde, zwölf in der Super 8 und drei in der Finalrunde, einschließlich des Finales. Die Mannschaften wurden in vier Gruppen zu je drei Teams eingeteilt, wobei jedes einmal gegen die anderen der Gruppe antrat. Die zwei besten Mannschaften jeder Gruppe qualifizierten sich für die Super 8. Dort wurden die Mannschaften in zwei Gruppen zu je vier Teams eingeteilt, wonach die vier besten Mannschaften das Halbfinale erreichten, dessen Gewinner im Finale aufeinandertrafen.
Australien, Indien, Neuseeland und Pakistan erreichten das Halbfinale. Pakistan besiegte Neuseeland und Indien Australien, woraufhin die beiden „Erzrivalen“ Indien und Pakistan im Finale aufeinandertrafen. Indien unter seinem Kapitän Mahendra Singh Dhoni gewann das Finale im Wanderers in Johannesburg gegen Pakistan mit fünf Runs und wurde damit der erste Sieger der ICC World Twenty20. Nach dem Gewinn des Cricket World Cup 1983 und dem geteilten Titel der ICC Champions Trophy 2002 mit Sri Lanka war dies Indiens dritter internationaler Titelgewinn im Cricket. Der Spieler des Turniers wurde der pakistanische Allrounder Shahid Afridi. Der Gastgeber Südafrika schied in der Super 8 aus.

## Vergabe
Der International Cricket Council vergab die World Twenty20 2007 an Südafrika. Zusammen mit dem Cricket World Cup 2003 und der ICC Champions Trophy 2009 war dies eines von drei internationalen Cricketturnieren, die Südafrika in den 2000er Jahren austrug.

## Teilnehmer
Die folgenden zwölf Mannschaften qualifizierten sich für die World Twenty20 2007: Australien, Bangladesch, England, Indien, Neuseeland, Pakistan, Simbabwe, Sri Lanka, Südafrika (Gastgeber) und die West Indies qualifizierten sich als Vollmitglieder des International Cricket Council mit Test-Cricket-Status automatisch für die World Twenty20 2007. Kenia und Schottland qualifizierten sich durch ihren Finaleinzug bei der ICC World Cricket League Division One zu Beginn des Jahres 2007.

Teilnehmende Länder der World Twenty20 2007; insgesamt 16 Teams nahmen teil.
Gastgeber
Vollmitglieder des International Cricket Councils (ICC)
Qualifiziert über die World Cricket League Division One 2007
In der Qualifikation gescheitert
Keine Teilnahme

| Land        | Qualifikationsgrundlage                | Bestes Ergebnis |
| ----------- | -------------------------------------- | --------------- |
| Südafrika   | Gastgeber                              | Debüt           |
| Australien  | Vollmitglieder                         | Debüt           |
| Bangladesch | Vollmitglieder                         | Debüt           |
| England     | Vollmitglieder                         | Debüt           |
| Indien      | Vollmitglieder                         | Debüt           |
| Neuseeland  | Vollmitglieder                         | Debüt           |
| Pakistan    | Vollmitglieder                         | Debüt           |
| Simbabwe    | Vollmitglieder                         | Debüt           |
| Sri Lanka   | Vollmitglieder                         | Debüt           |
| West Indies | Vollmitglieder                         | Debüt           |
| Kenia       | World Cricket League Division One 2007 | Debüt           |
| Schottland  | World Cricket League Division One 2007 | Debüt           |

## Austragungsorte
Die erste World Twenty20 wurde in drei südafrikanischen Stadien ausgetragen. Insgesamt 27 Spiele wurden bei dem Turnier absolviert, darunter zwei Halbfinals und das Finale.
| Kapstadt |

| Durban |

| Johannesburg |

| Kapstadt |

| Durban |

| Johannesburg |

## Format
Die World Twenty20 2007 wurde über 14 Tage zwischen zwölf verschiedenen Mannschaften über 27 Spiele ausgetragen. Sie begann am 11. September 2007 im Wanderers Stadium in Johannesburg mit dem Eröffnungsspiel zwischen dem Gastgeber Südafrika und den West Indies. Das Turnier endete am 24. September im denselben Stadion mit dem Finale zwischen Indien und Pakistan, wobei Indien die World Twenty20 2007 gewann.

### Spielplan
Die nachfolgende Tabelle zeigt das tägliche Programm der World Twenty20 2007. Dabei steht ein violettes Kästchen für Vorrundenspiele, ein zyanblaues Kästchen für die Super 8, ein grünes Kästchen für Finalrundenspiele und ein gelbes Kästchen für das Finale.
| Vorrunde September   | Di. 11. | Mi. 12. | Do. 13. | Fr. 14. | Sa. 15. |
| -------------------- | ------- | ------- | ------- | ------- | ------- |
| Gruppe A             | 1       |         | 1       |         | 1       |
| Gruppe B             |         | 1       | 1       | 1       |         |
| Gruppe C             |         | 1       |         | 1       | 1       |
| Gruppe D             |         | 1       | 1       | 1       |         |
| Super 8 September    | So. 16. | Mo. 17. | Di. 18. | Mi. 19. | Do. 20. |
| Gruppe E             | 2       |         | 1       | 2       | 1       |
| Gruppe F             | 1       | 1       | 2       |         | 2       |
| Finalrunde September | Fr. 21. | Sa. 22. | So. 23. | Mo. 24. |         |
| Finalrunde           |         | 2       |         | 1       |         |

| Farblegende |
| Vorrunde    |
| Super 8     |
| Finalrunde  |
| Finale      |

### Gruppen
| Gruppe A                          | Gruppe B                    | Gruppe C                   | Gruppe D                   |
| --------------------------------- | --------------------------- | -------------------------- | -------------------------- |
| Südafrika West Indies Bangladesch | Australien England Simbabwe | Neuseeland Sri Lanka Kenia | Indien Pakistan Schottland |

Die Vorrunde war unter den Spielorten folgendermaßen aufgeteilt:
- Gruppe A: Johannesburg und Kapstadt
- Gruppe B: Kapstadt
- Gruppe C: Durban und Johannesburg
- Gruppe D: Durban

### Vorrunde und Super 8
Die World Twenty20 2007 wurde zwischen zwölf Nationalmannschaften ausgespielt. Für die Vorrunde wurden die Mannschaften in vier Gruppen zu je drei Mannschaften eingeteilt. In welche Gruppe jede Mannschaft eingeteilt wurde, wurde in der Auslosung festgelegt. Jede Mannschaft bestritt ein Spiel gegen jede andere seiner Gruppe. Für einen Sieg gab es zwei Tabellenpunkte, für ein Unentschieden oder No Result einen Punkt, für eine Niederlage keinen Punkt. Im Falle eines Unentschiedens (d. h. wenn beide Mannschaften dieselben Anzahl Runs am Ende ihrer jeweiligen Innings erzielt hatten), wurde das Spiel durch ein Bowl-out entschieden. Dies galt für alle Phasen des Turnieres. Hatten zwei Mannschaften dieselbe Anzahl an Tabellenpunkten, wurde der Tabellenrang anhand der Net Run Rate, gefolgt von der Net Bowl Rate und dem direkten Vergleich ermittelt.
Am Ende der Vorrunde qualifizierten sich die jeweils beiden besten einer Gruppe für die Super-8-Runde. In dieser wurden die acht Mannschaften in zwei Gruppen zu je vier Teams aufgeteilt, wobei jedes einmal gegen jedes andere der Gruppe antrat. Die Qualifikation erfolgte anhand derselben Kriterien wie in der Vorrunde.

### Finalrunde
Ab dieser Phase nahm das Turnier ein K.-o.-System an, für das sich die jeweils besten beiden Mannschaften einer Gruppe qualifizierten.

## Umpires und Match referees
Während des Turnieres wurden neun Umpires und drei Match referees eingesetzt.

### Umpires
| - Steve Davis (Australien) - Daryl Harper (Australien) - Simon Taufel (Australien) - Mark Benson (England) - Nigel Llong (England) | - Tony Hill (Neuseeland) - Asad Rauf (Pakistan) - Ian Howell (Südafrika) - Billy Doctrove (West Indies) |

### Match referees
| - Chris Broad (England) - Ranjan Madugalle (Sri Lanka) | - Mike Procter (Südafrika) |

## Kaderlisten
Die Mannschaften benannten die folgenden Kader vor dem Turnier.
| Twenty20 | Twenty20 | Twenty20 | Twenty20 |
| Australien | Bangladesch | England | Indien |
| --- | --- | --- | --- |
| - Ricky Ponting (K) - Adam Gilchrist - Nathan Bracken - Stuart Clark - Michael Clark - Brad Haddin (wk) - Matthew Hayden - Ben Hilfenhaus - Brad Hodge - Brad Hogg - Michael Hussey - Mitchell Johnson - Brett Lee - Andrew Symonds - Shane Watson                                        | - Mohammad Ashraful (K) - Mashrafe Mortaza - Abdur Razzak - Aftab Ahmed - Alok Kapali - Farhad Reza - Junaid Siddique - Mahmudullah - Mushfiqur Rahim (wk) - Nadif Chowdhury - Nazimuddin - Shakib Al Hasan - Syed Rasel - Tamim Iqbal - Ziaur Rahman                                            | - Paul Collingwood (K) - James Anderson - Stuart Broad - Andrew Flinthoff - James Kirtley - Darren Maddy - Dimitri Mascarenhas - Kevin Pietersen - Matt Prior (wk) - Chris Schofield - Owais Shah - Jeremy Snape - Vikram Solanki - Chris Tremlett - Luke Wright | - Mahendra Singh Dhoni (K, wk) - Yuvraj Singh (VK) - Virender Sehwag - Ajit Agarkar - Gautam Gambhir - Harbhajan Singh - Joginder Sharma - Dinesh Karthik (wk) - Irfan Pathan - Yusuf Pathan - Piyush Chawla - Rohit Sharma - R. P. Singh - S. Sreesanth - Robin Uthappa |
| Kenia | Neuseeland | Pakistan | Schottland |
| - Steve Tikolo (K) - Rajesh Bhudia - Jimmy Kamande - Tanmay Mishra - Alex Obanda - Collins Obuya - David Obuya (wk) - Nehemiah Odhiambo - Thomas Odoyo - Peter Ongondo - Lameck Onyango - Elijah Otieno - Morris Ouma (wk) - Tony Suji - Hiren Varaiya                                    | - Daniel Vettori (K) - Shane Bond - Peter Fulton - Mark Gillespie - Gareth Hopkins (wk) - Brendon McCullum (wk) - Nathan McCullum - Craig McMillan - Chris Martin - Jacob Oram - Jeetan Patel - Bradley Scott - Scott Styris - Ross Taylor - Lou Vincent                                         | - Shoaib Malik (K) - Abdur Rehman - Fawad Alam - Iftikhar Anjum - Kamran Akmal (wk) - Misbah-ul-Haq - Mohammad Asif - Mohammad Hafeez - Salman Butt - Shahid Afridi - Sohail Tanvir - Umar Gul - Yasir Arafat - Younis Khan                                      | - Ryan Watson (K) - John Blain - Dougie Brown - Gordon Drummond - Gavin Hamilton - Majid Haq - Ross Lyons - Neil McCallum - Gregor Maiden - Dewald Nel - Navdeep Poonia - Qasim Sheikh - Colin Smith (wk) - Fraser Watts - Craig Wright                                  |
| Simbabwe | Sri Lanka | Südafrika | West Indies |
| - Prosper Utseya (K) - Gary Brent - Justice Chibhabha - Elton Chigumbura - Keith Dabengwa - Timycen Maruma - Johnson Marumisa - Hamilton Masakadza - Stuart Matsikenyeri - Christopher Mpofu - Tawanda Mupariwa - Vusi Sibanda - Tatenda Taibu (wk) - Brendan Taylor (wk) - Sean Williams | - Mahela Jayawardene (K) - Tillakaratne Dilshan - Dilhara Fernando - Hasantha Fernando - Sanath Jayasuriya - Kaushal Lokuarachchi - Farveez Maharoof - Lasith Malinga - Jehan Mubarak - Dilruwan Perera - Kumar Sangakkara (wk) - Chamara Silva - Upul Tharanga - Chaminda Vaas - Gayan Wijekoon | - Graeme Smith (K) - Mark Boucher (wk) - AB de Villiers - Shaun Pollock - Makhaya Ntini - André Nel - Thandi Tshabalala - Morne Morkel - Albie Morkel - Justin Kemp - Johan van der Wath - Vernon Philander - Herschelle Gibbs - JP Duminy - Gulam Bodi          | - Ramnaresh Sarwan (K) - Dwayne Bravo - Shivnarine Chanderpaul - Pedro Collins - Narsingh Deonarine - Fidel Edwards - Chris Gayle - Runako Morton - Daren Powell - Denesh Ramdin (wk) - Ravi Rampaul - Darren Sammy - Marlon Samuels - Devon Smith - Dwayne Smith        |

## Vorrunde

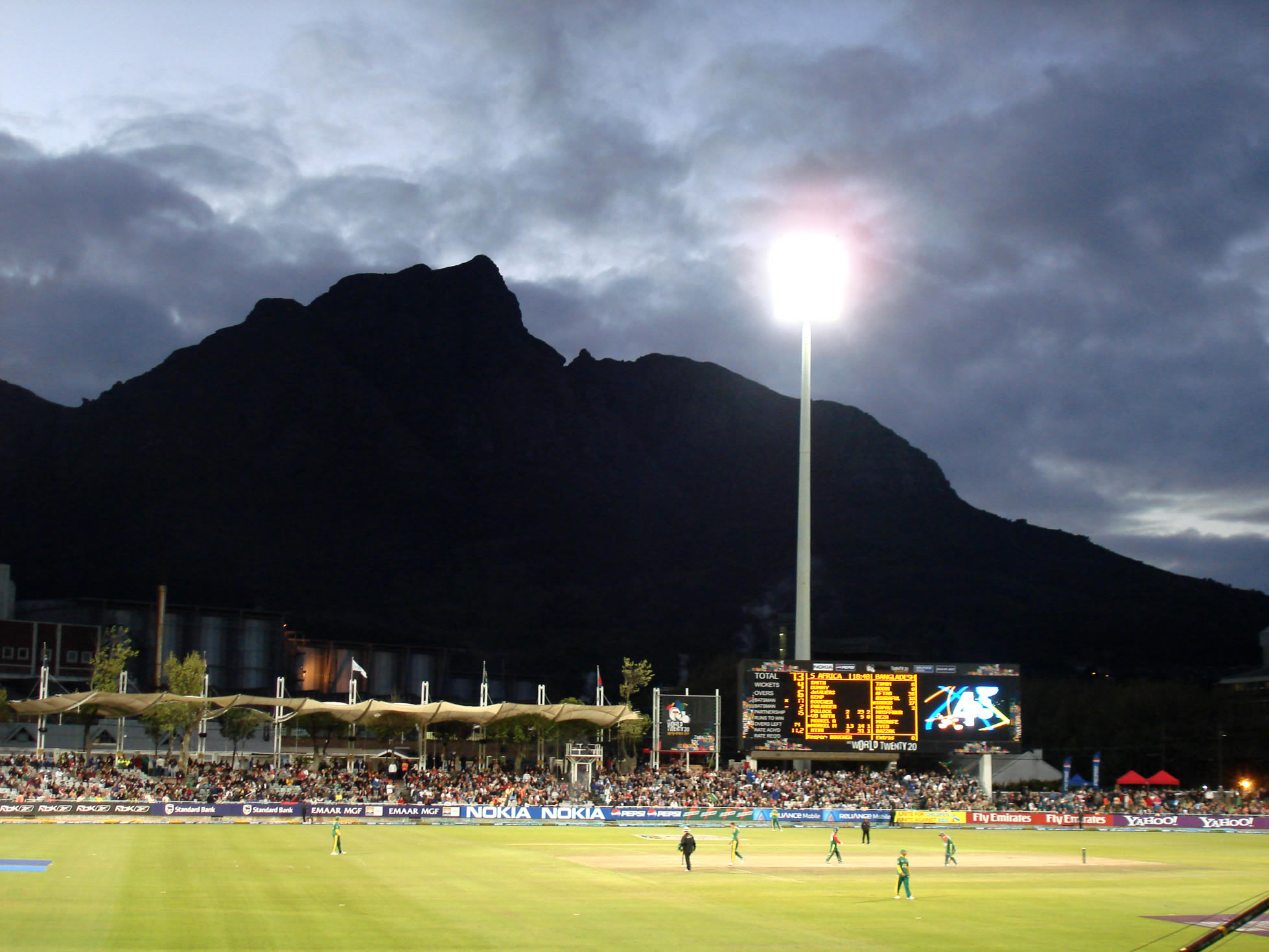
Bangladesch gegen Südafrika in Kapstadt

11. bis 15. September

### Gruppe A
Tabelle
| Gruppe A    | Sp. | S | N | NR | P | NRR    |
| ----------- | --- | - | - | -- | - | ------ |
| Südafrika   | 2   | 2 | 0 | 0  | 4 | +0.974 |
| Bangladesch | 2   | 1 | 1 | 0  | 2 | +0.149 |
| West Indies | 2   | 0 | 2 | 0  | 0 | −1.233 |

Spiele
| 11. September Scorecard | Johannesburg | West Indies 205-6 (20)          | – | Südafrika 208-2 (17.4) |
|                         |              | Südafrika gewinnt mit 8 Wickets |   |                        |

Südafrika gewann den Münzwurf und entschied sich als Schlagmannschaft zu beginnen. Als Spieler des Spiels wurde Chris Gayle ausgezeichnet.
| 13. September Scorecard | Johannesburg | West Indies 164-8 (20)            | – | Bangladesch 165-4 (18) |
|                         |              | Bangladesch gewinnt mit 6 Wickets |   |                        |

Bangladesch gewann den Münzwurf und entschied sich als Feldmannschaft zu beginnen. Als Spieler des Spiels wurde Mohammad Ashraful ausgezeichnet.
| 15. September Scorecard | Kapstadt | Bangladesch 144 (19.3)          | – | Südafrika 146-3 (18.5) |
|                         |          | Südafrika gewinnt mit 7 Wickets |   |                        |

Südafrika gewann den Münzwurf und entschied sich als Feldmannschaft zu beginnen. Als Spieler des Spiels wurde Morne Morkel ausgezeichnet.

### Gruppe B
| Gruppe B   | Sp. | S | N | NR | P | NRR    |
| ---------- | --- | - | - | -- | - | ------ |
| Australien | 2   | 1 | 1 | 0  | 2 | +0.987 |
| England    | 2   | 1 | 1 | 0  | 2 | +0.209 |
| Simbabwe   | 2   | 1 | 1 | 0  | 2 | −1.196 |

| 12. September Scorecard | Kapstadt | Australien 138-9 (20)          | – | Simbabwe 139-5 (19.5) |
|                         |          | Simbabwe gewinnt mit 5 Wickets |   |                       |

Australien gewann den Münzwurf und entschied sich als Schlagmannschaft zu beginnen. Als Spieler des Spiels wurde Brendan Taylor ausgezeichnet.
| 13. September Scorecard | Kapstadt | England 188-9 (20)          | – | Simbabwe 138-7 (20) |
|                         |          | England gewinnt mit 50 Runs |   |                     |

England gewann den Münzwurf und entschied sich als Schlagmannschaft zu beginnen. Als Spieler des Spiels wurde Kevin Pietersen ausgezeichnet.
| 14. September Scorecard | Kapstadt | England 135 (20)                 | – | Australien 136-2 (14.5) |
|                         |          | Australien gewinnt mit 8 Wickets |   |                         |

England gewann den Münzwurf und entschied sich als Schlagmannschaft zu beginnen. Als Spieler des Spiels wurde Nathan Bracken ausgezeichnet.

### Gruppe C
Tabelle
| Gruppe C   | Sp. | S | N | NR | P | NRR    |
| ---------- | --- | - | - | -- | - | ------ |
| Sri Lanka  | 2   | 2 | 0 | 0  | 4 | +4.721 |
| Neuseeland | 2   | 1 | 1 | 0  | 2 | +2.396 |
| Kenia      | 2   | 0 | 2 | 0  | 0 | −8.047 |

Spiele
| 12. September Scorecard | Durban | Kenia 73 (16.5)                  | – | Neuseeland 74-1 (7.4) |
|                         |        | Neuseeland gewinnt mit 9 Wickets |   |                       |

Neuseeland gewann den Münzwurf und entschied sich als Feldmannschaft zu beginnen. Als Spieler des Spiels wurde Mark Gillespie ausgezeichnet.
| 14. September Scorecard | Johannesburg | Sri Lanka 260-6 (20)           | – | Kenia 88 (19.3) |
|                         |              | Sri Lanka gewinnt mit 172 Runs |   |                 |

Kenia gewann den Münzwurf und entschied sich als Feldmannschaft zu beginnen. Als Spieler des Spiels wurde Sanath Jayasuriya ausgezeichnet.
| 15. September Scorecard | Johannesburg | Neuseeland 164-7 (20)           | – | Sri Lanka 168-3 (18.5) |
|                         |              | Sri Lanka gewinnt mit 7 Wickets |   |                        |

Neuseeland gewann den Münzwurf und entschied sich als Schlagmannschaft zu beginnen. Als Spieler des Spiels wurde Sanath Jayasuriya ausgezeichnet.

### Gruppe D
Tabelle
| Gruppe D   | Sp. | S | N | NR | P | NRR    |
| ---------- | --- | - | - | -- | - | ------ |
| Indien     | 2   | 1 | 0 | 1  | 3 | +0.000 |
| Pakistan   | 2   | 1 | 1 | 0  | 2 | +1.275 |
| Schottland | 2   | 0 | 1 | 1  | 1 | −2.550 |

Spiele
| 12. September Scorecard | Durban | Pakistan 171-9 (20)          | – | Schottland 120 (19.5) |
|                         |        | Pakistan gewinnt mit 51 Runs |   |                       |

Schottland gewann den Münzwurf und entschied sich als Feldmannschaft zu beginnen. Als Spieler des Spiels wurde Shahid Afridi ausgezeichnet.
| 13. September Scorecard | Durban | Indien    | – | Schottland |
|                         |        | No Result |   |            |

Schottland gewann den Münzwurf und entschied sich als Feldmannschaft zu beginnen. Spiel wurde auf Grund von einsetzenden Regenfällen nicht ausgetragen.
| 14. September Scorecard | Durban | Indien 141-9 (20) | – | Pakistan 141-7 (20) |
|                         |        | Unentschieden     |   |                     |

Pakistan gewann den Münzwurf und entschied sich als Feldmannschaft zu beginnen. Als Spieler des Spiels wurde Mohammad Asif ausgezeichnet. Indien gewann das anschließende Bowl-out mit 3:0.

## Hauptrunde

### Super 8
16. bis 20. September

#### Gruppe E
Tabelle
| Gruppe E   | Sp. | S | N | NR | P | NRR    |
| ---------- | --- | - | - | -- | - | ------ |
| Indien     | 3   | 2 | 1 | 0  | 4 | +0.750 |
| Neuseeland | 3   | 2 | 1 | 0  | 4 | +0.050 |
| Südafrika  | 3   | 2 | 1 | 0  | 4 | −0.116 |
| England    | 3   | 0 | 3 | 0  | 0 | −0.700 |

Spiele
| 16. September Scorecard | Johannesburg | Neuseeland 190 (20)            | – | Indien 180-9 (20) |
|                         |              | Neuseeland gewinnt mit 10 Runs |   |                   |

Indien gewann den Münzwurf und entschied sich als Feldmannschaft zu beginnen. Als Spieler des Spiels wurde Daniel Vettori ausgezeichnet.
| 16. September Scorecard | Kapstadt | Südafrika 154-8 (20)          | – | England 135-7 (20) |
|                         |          | Südafrika gewinnt mit 19 Runs |   |                    |

England gewann den Münzwurf und entschied sich als Feldmannschaft zu beginnen. Als Spieler des Spiels wurde Albie Morkel ausgezeichnet.
| 18. September Scorecard | Durban | Neuseeland 164-9 (20)         | – | England 159-8 (20) |
|                         |        | Neuseeland gewinnt mit 5 Runs |   |                    |

England gewann den Münzwurf und entschied sich als Feldmannschaft zu beginnen. Als Spieler des Spiels wurde Craig McMillan ausgezeichnet.
| 19. September Scorecard | Durban | Neuseeland 153-8 (20)           | – | Südafrika 158-4 (19.1) |
|                         |        | Südafrika gewinnt mit 6 Wickets |   |                        |

Südafrika gewann den Münzwurf und entschied sich als Feldmannschaft zu beginnen. Als Spieler des Spiels wurde Justin Kemp ausgezeichnet.
| 19. September Scorecard | Durban | Indien 218-4 (20)          | – | England 200-6 (20) |
|                         |        | Indien gewinnt mit 18 Runs |   |                    |

Indien gewann den Münzwurf und entschied sich als Schlagmannschaft zu beginnen. Als Spieler des Spiels wurde Yuvraj Singh ausgezeichnet.
| 20. September Scorecard | Durban | Indien 153-5 (20)          | – | Südafrika 116-9 (20) |
|                         |        | Indien gewinnt mit 37 Runs |   |                      |

Südafrika gewann den Münzwurf und entschied sich als Feldmannschaft zu beginnen. Als Spieler des Spiels wurde Justin Kemp ausgezeichnet.

#### Gruppe F
Tabelle
| Gruppe F    | Sp. | S | N | NR | P | NRR    |
| ----------- | --- | - | - | -- | - | ------ |
| Pakistan    | 3   | 3 | 0 | 0  | 6 | +0.843 |
| Australien  | 3   | 2 | 1 | 0  | 4 | +2.256 |
| Sri Lanka   | 3   | 1 | 2 | 0  | 2 | −0.697 |
| Bangladesch | 3   | 0 | 3 | 0  | 0 | −2.031 |

Spiele
| 16. September Scorecard | Kapstadt | Bangladesch 123-8 (20)           | – | Australien 124-1 (13.5) |
|                         |          | Australien gewinnt mit 9 Wickets |   |                         |

Australien gewann den Münzwurf und entschied sich als Feldmannschaft zu beginnen. Als Spieler des Spiels wurde Brett Lee ausgezeichnet.
| 17. September Scorecard | Johannesburg | Pakistan 189-6 (20)          | – | Sri Lanka 156-9 (20) |
|                         |              | Pakistan gewinnt mit 33 Runs |   |                      |

Sri Lanka gewann den Münzwurf und entschied sich als Feldmannschaft zu beginnen. Als Spieler des Spiels wurde Younis Khan ausgezeichnet.
| 18. September Scorecard | Johannesburg | Australien 164-7 (20)          | – | Pakistan 165-4 (19.1) |
|                         |              | Pakistan gewinnt mit 6 Wickets |   |                       |

Pakistan gewann den Münzwurf und entschied sich als Feldmannschaft zu beginnen. Als Spieler des Spiels wurde Misbah-ul-Haq ausgezeichnet.
| 18. September Scorecard | Johannesburg | Sri Lanka 147-5 (20)          | – | Bangladesch 83 (15.5) |
|                         |              | Sri Lanka gewinnt mit 64 Runs |   |                       |

Bangladesch gewann den Münzwurf und entschied sich als Feldmannschaft zu beginnen. Als Spieler des Spiels wurde Dilhara Fernando ausgezeichnet.
| 20. September Scorecard | Kapstadt | Sri Lanka 101 (19.3)              | – | Australien 102-0 (10.2) |
|                         |          | Australien gewinnt mit 10 Wickets |   |                         |

Australien gewann den Münzwurf und entschied sich als Feldmannschaft zu beginnen. Als Spieler des Spiels wurde Stuart Clark ausgezeichnet.
| 20. September Scorecard | Kapstadt | Bangladesch 140 (19.4)         | – | Pakistan 141-6 (19) |
|                         |          | Pakistan gewinnt mit 4 Wickets |   |                     |

Pakistan gewann den Münzwurf und entschied sich als Feldmannschaft zu beginnen. Als Spieler des Spiels wurde Junaid Siddique ausgezeichnet.

### Halbfinale
| 22. September Scorecard | Kapstadt | Neuseeland 143-8 (20)          | – | Pakistan 147-4 (18.5) |
|                         |          | Pakistan gewinnt mit 6 Wickets |   |                       |

Neuseeland gewann den Münzwurf und entschied sich als Schlagmannschaft zu beginnen. Als Spieler des Spiels wurde Umar Gul ausgezeichnet.
| 22. September Scorecard | Durban | Indien 188-5 (20)          | – | Australien 173-7 (20) |
|                         |        | Indien gewinnt mit 15 Runs |   |                       |

Indien gewann den Münzwurf und entschied sich als Schlagmannschaft zu beginnen. Als Spieler des Spiels wurde Yuvraj Singh ausgezeichnet.

### Finale
| 24. September Scorecard | Johannesburg | Indien 157-5 (20)         | – | Pakistan 152 (19.3) |
|                         |              | Indien gewinnt mit 5 Runs |   |                     |

Indien gewann den Münzwurf und entschied sich als Schlagmannschaft zu beginnen. Als Spieler des Spiels wurde Irfan Pathan ausgezeichnet.

## Statistiken

Ergebnis der World Twenty20 2007:
Sieger
Finalist
Halbfinalteilnahme
In der Super 8 ausgeschieden
In der Vorrunde ausgeschieden
Keine Teilnahme

Die folgenden Cricketstatistiken wurden bei dem Turnier erzielt.
| Twenty20s       | Twenty20s  | Twenty20s | Twenty20s | Twenty20s | Twenty20s | Twenty20s | Twenty20s | Twenty20s |
| Batting         | Batting    | Batting   | Batting   | Batting   | Batting   | Batting   | Batting   | Batting   |
| Spieler         | Mannschaft | Spiele    | Innings   | Runs      | Average   | HS        | 100s      | 50s       |
| --------------- | ---------- | --------- | --------- | --------- | --------- | --------- | --------- | --------- |
| Matthew Hayden  | Australien | 6         | 6         | 265       | 88,33     | 73*       | 0         | 4         |
| Gautam Gambhir  | Indien     | 7         | 6         | 227       | 37,83     | 75        | 0         | 3         |
| Misbah-ul-Haq   | Pakistan   | 7         | 7         | 218       | 54,50     | 66*       | 0         | 2         |
| Shoaib Malik    | Pakistan   | 7         | 7         | 195       | 39,00     | 57        | 0         | 2         |
| Kevin Pietersen | England    | 5         | 5         | 178       | 35,60     | 79        | 0         | 1         |
| Bowling         |            |           |           |           |           |           |           |           |
| Spieler         | Mannschaft | Spiele    | Overs     | Wickets   | Average   | BBI       | 5W        | 10W       |
| Umar Gul        | Pakistan   | 7         | 27.4      | 13        | 11,92     | 4/25      | 0         | 0         |
| Stuart Clark    | Australien | 6         | 24.0      | 12        | 12,00     | 4/20      | 0         | 0         |
| RP Singh        | Indien     | 7         | 24.0      | 12        | 12,66     | 4/13      | 0         | 0         |
| Shahid Afridi   | Pakistan   | 7         | 28.0      | 12        | 15,66     | 4/19      | 0         | 0         |
| Daniel Vettori  | Neuseeland | 6         | 24.0      | 11        | 11,63     | 4/20      | 0         | 0         |